# 柯布伦茨陨击坑
科布伦茨陨击坑(Coblentz)是火星陶玛西亚区的一座撞击坑，其中心坐标位于南纬54.9度、西经90.3度，直径102公里，它的名称取自美国物理学家威廉·韦伯·科布伦茨（1873年-1962年）1973年被国际天文学联合会批准接受。

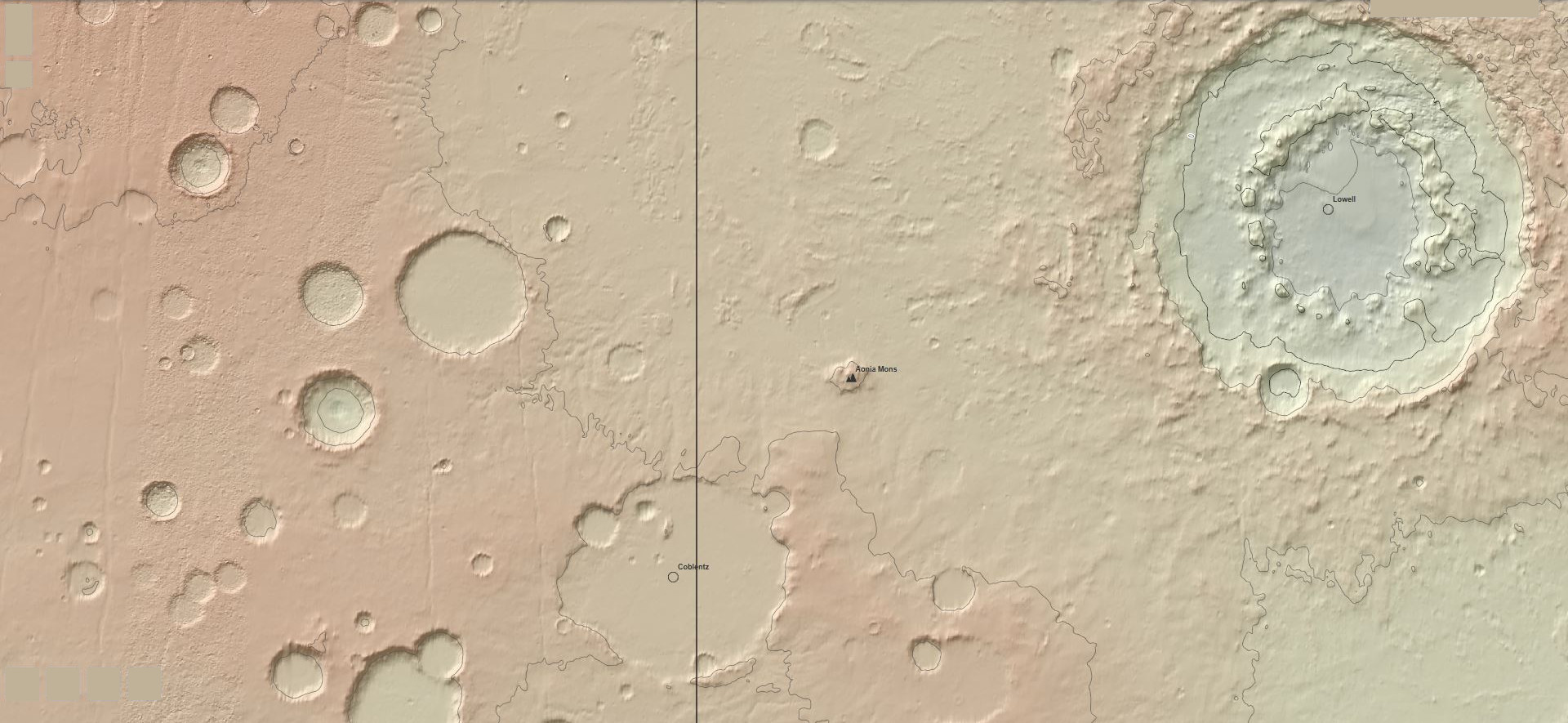
该地形图由火星全球探勘者号探测器使用火星轨道器激光高度计绘制，本图片为RedMapper网站的截图，显示了科布伦茨陨击坑相对于附近其他特征的位置，整座陨石坑位于火星大地水准面之上。

## 另请查看
- 火星撞击坑